# 田植え

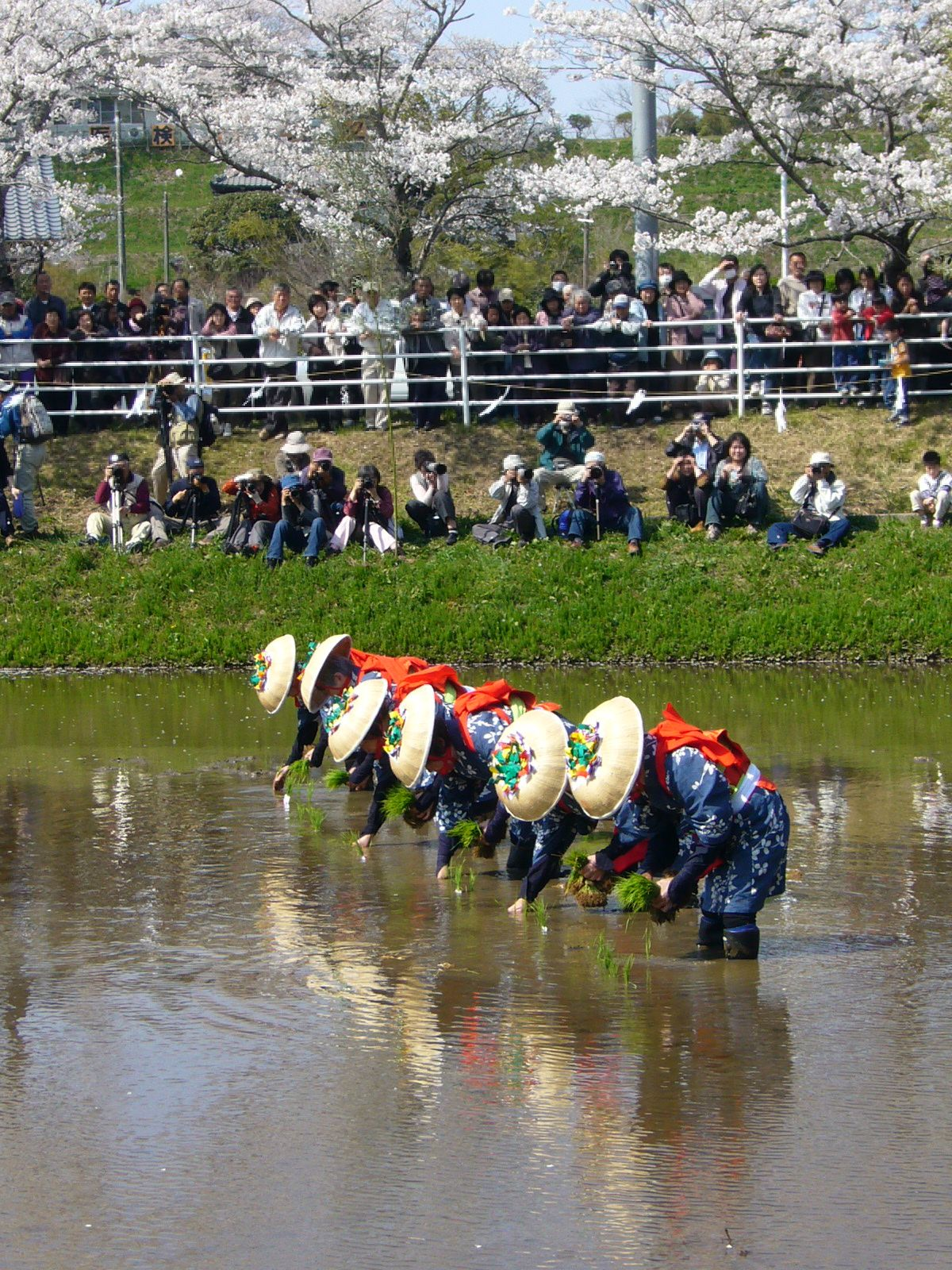
昔の田植え風景の再現

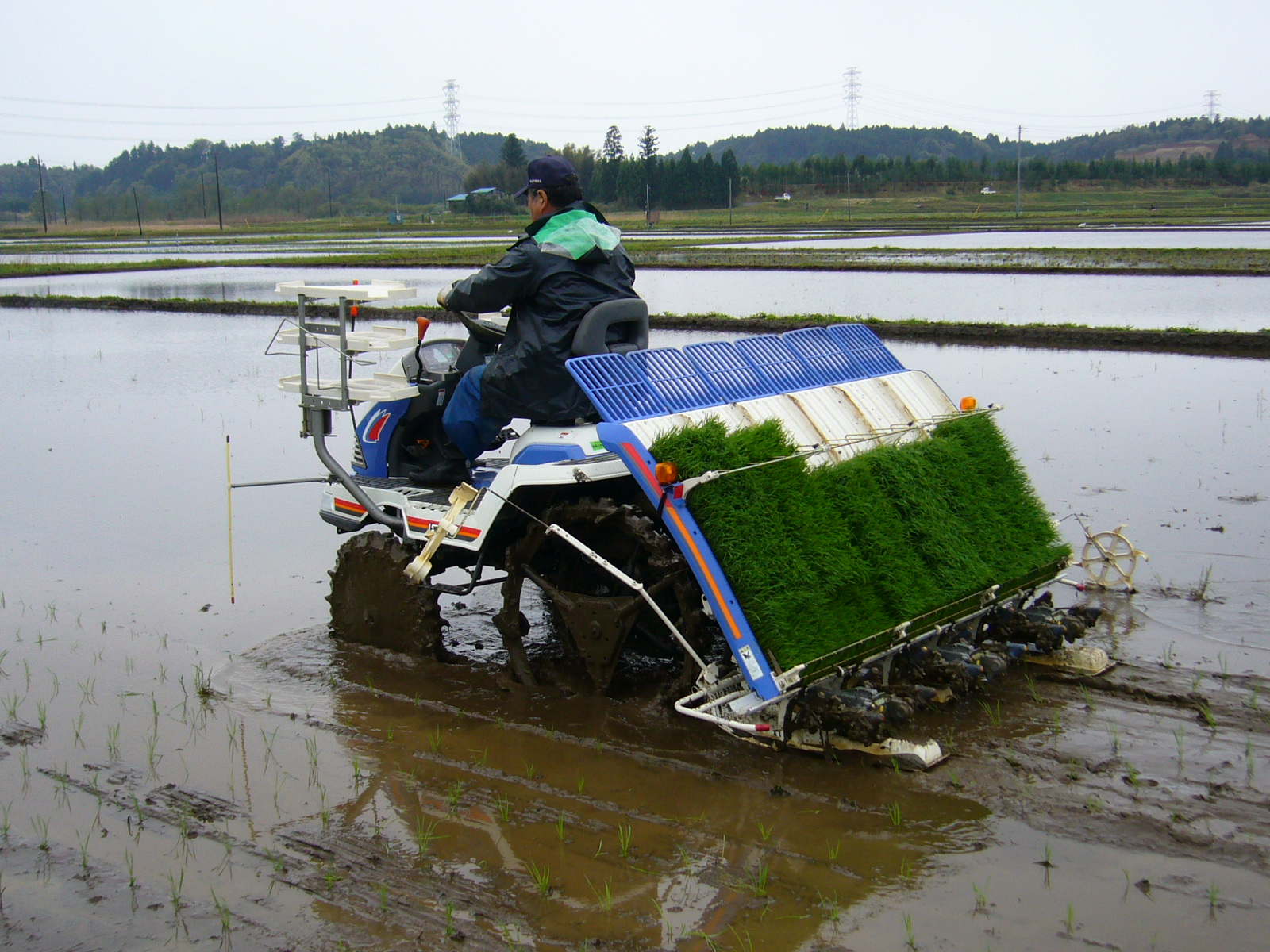
現代の機械化された田植え

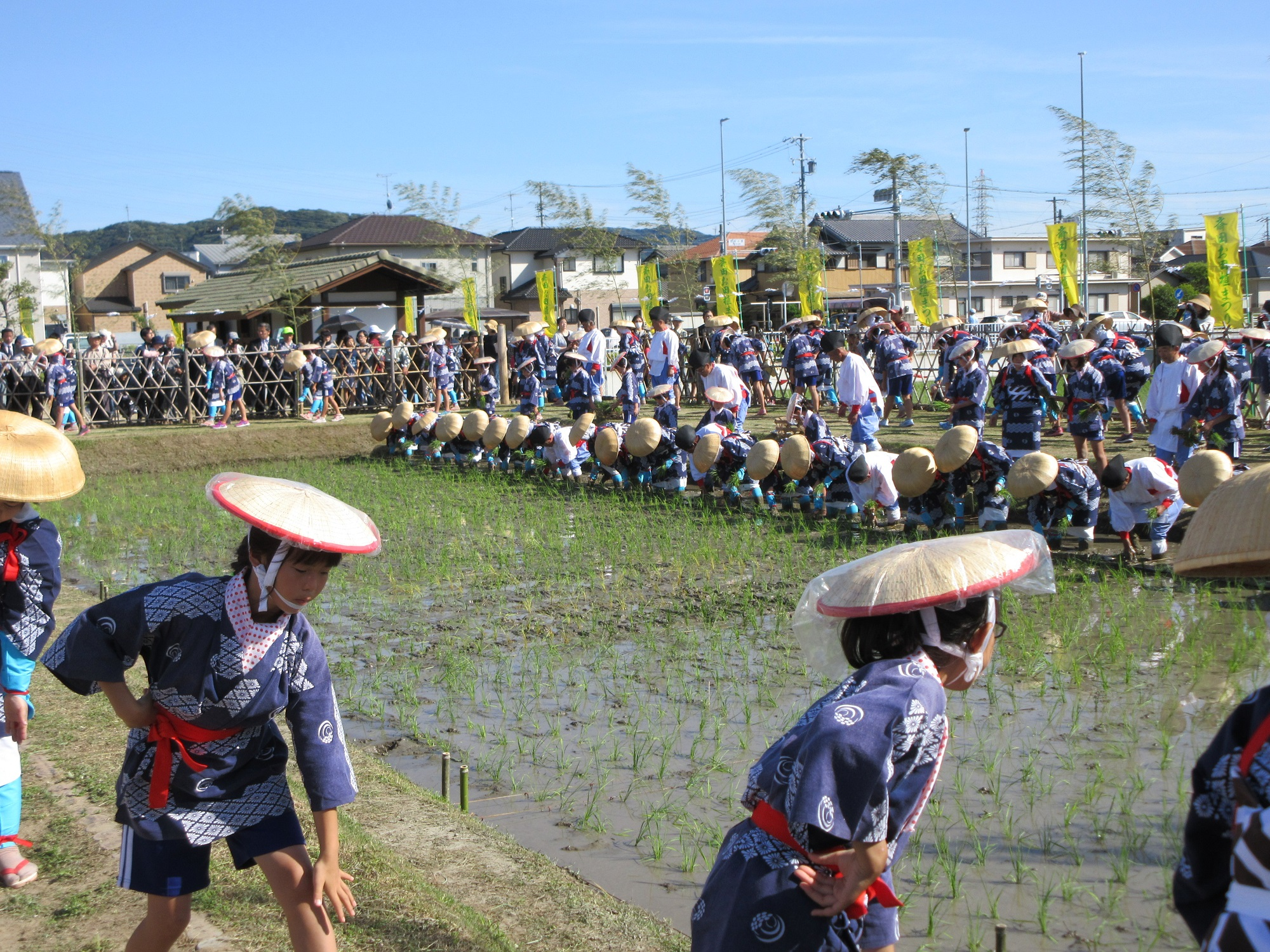
六ツ美悠紀斎田お田植えまつり（愛知県岡崎市）

田植え（たうえ）は、水田にイネの苗を植えること。

## 概要
水田でイネを栽培する水田稲作においては、通常、苗代に種籾を撒き、育った苗を本田に移し植える移植栽培の田植えが一般的であり、種籾を直接本田に撒く稲作の直播栽培は、日本においては特殊事情などによりごく一部の地域で行われるのみである(鉄コーティング直播など省力化の目的で広がりつつはある)。また、これまで日本列島に稲作が伝来した当初の栽培方法は直播栽培であり奈良時代に入り田植えが本格化したと考えられてきたが、近年の考古学の発掘成果で、縄文時代晩期から古墳時代にかけての水田遺構が日本各地で発見され、移植栽培の痕跡とみなされる株跡が数多く検出されており、日本でも田植えが古くから行われていたことが裏付けられている。

## 時期
かつて田植えは、梅雨の季節に集中的に行われており、初夏の風物詩の一つであった。田植え時期が早まるようになったのは、昭和二十年代以降、冷害に強い保温折衷苗代の発明や品種改良が進む中でイネの早植が可能になってからであり、地域によっては一カ月程繰り上がるようになった。
時期の例として、1951年（昭和26年）、昭和天皇が皇居の水田で田植えを行った時期は6月26日である。なお、この水田の稲刈りは、同年10月20日に行われた。

## 労働条件
田植えは、非常に重労働であり、家族労働力だけでは乗り切ることができず、雇用労働力を用いたり、結と呼ばれる労働力の交換組織を結成し親類や近隣で助け合ったりしながら行っていた。また、田植え労働の中心的な担い手は早乙女と称された女性たちであり、男性は苗代での苗取りや苗運び、本田での代かき・整地などに従事した。田植え労働の軽減をもたらす移植栽培の機械化は、稲作の栽培過程のなかで最も遅れた作業部門であり、ようやく1970年代（昭和40年代中頃）に田植機が登場した。

## 田植えと文化
田植えは田楽・御田植祭などのように農村芸能や稲作をめぐる予祝行事ともなった。
田植え後の慰労のための催しや休息日を「サナブリ（早苗饗）」と称する地域がある。各家庭のコサナブリと集落で行うオオサナブリがみられた。